# La segretaria per tutti
La segretaria per tutti è un film del 1933 diretto da Amleto Palermi
Il soggetto è tratto da alcuni spettacoli scritti da Dino Falconi e Oreste Biancoli per la Compagnia Za-Bum e riassemblati per questo film. Le riprese sono interamente girare all'interno del Teatro Argentina di Roma.